# Padarovce
Padarovce (hongrois : Balogpádár) est un village de Slovaquie situé dans la région de Banská Bystrica.

## Histoire
La première mention écrite du village date de 1407.
La localité fut annexée par la Hongrie après le premier arbitrage de Vienne le 2 novembre 1938. En 1938, on comptait 437 habitants dont 1 d'origines juives. Elle faisait partie du district de Rimavská Sobota (hongrois : Rimaszombati járás). Le nom de la localité avant la Seconde Guerre mondiale était Padarovce/Pádár. Durant la période 1938 - 1945, le nom hongrois Balogpádár était d'usage. À la libération, la commune a été réintégrée dans la Tchécoslovaquie reconstituée.

## Démographie

### Évolution de la population
| Année:               | 1994. | 2004.    | 2014.    | 2024.    |
| -------------------- | ----- | -------- | -------- | -------- |
| Nombre de personnes: | 186   | 158      | 193      | 140      |
| Différence:          |       | -15,05 % | +22,15 % | -27,46 % |

| Année:               | 2023. | 2024.   |
| -------------------- | ----- | ------- |
| Nombre de personnes: | 136   | 140     |
| Différence:          |       | +2,94 % |